# ورم عضلي مخطط
الورم العضلي المخطط (بالإنجليزية: Rhabdomyoma)‏ ورم حميد ينشأ من العضلات المخططة. قد يكون قلبي أو خارج القلب أي يحدث في أماكن أخرى غير القلب.
يتم تصنيف الأورام العضلية المخططة الت تنشأ خارج القلب إلى ثلاثة تصنيفات خاصة: نوغ بالغ، نوع جنيني ونوع تناسلي.
الأورام العضلية المخططة القلبية هي الورم الرئيسي الأكثر شيوعا في القلب في الرضع والأطفال. لديه ارتباط مع التصلب الدرني. في المرضى المصابين بالتصلب الدرني، قد ينكمش الورم أو يختفي تماما، أو يظل ثابت حجم .
الأورام الخبيثة في العضلات المخططة يطلق عليها اسم السَّاركومةُ العَضَلِيَّةُ المُخَطَّطَة.
حالات نادرة جداإ تم توثيقها عن تحول الورم العضلي المخطط الجنيني لنوع خبيث.

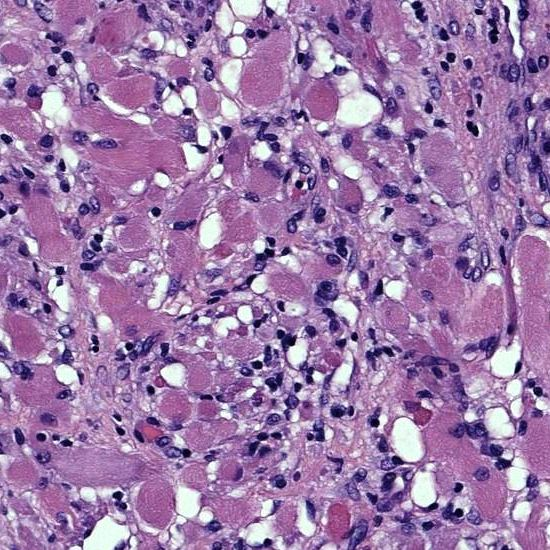
Photomicrograph of fetal-type rhabdomyoma: Note the plump, pink benign skeletal muscle cells.

## وصلات خارجية
- humpath #4562 (Pathology images)
- Overview
- Swedish National Board of Health
- Image in fetus